# Takuczet
Takuczet (ros. Такучет) – osiedle w Rosji, w Kraju Krasnojarskim, w rejonie boguczańskim. W 2010 liczyło 777 mieszkańców.